# 하산 할무르자예프
하산 마고메토비치 할무르자예프(러시아어: Ха́сан Магоме́тович Халмурзаев, 1993년 10월 9일~)는 러시아의 유도 선수이다. 2016년 하계 올림픽 남자 하프미들급에서 금메달을 획득했으며 세계 선수권 대회에서 동메달 1개를 획득했다.
쌍둥이 형제인 후센도 유도 선수이다.